# Fernand Marin
Pour les articles homonymes, voir Marin.
Fernand Marin est un homme politique français, né le 19 mars 1919 à L'Isle-sur-la-Sorgue (Vaucluse) et décédé dans la nuit du dimanche 7 au lundi 8 février 2016 à Avignon (Vaucluse).

## Biographie
Fernand Marin est le fils d'exploitants agricoles, et membre d'une fratrie de sept enfants. Après le baccalauréat, il entre à l'école normale d'Avignon. Il devient alors instituteur, puis directeur d'école. En 1939, il entre en résistance, dans le Vaucluse. C'est durant cette période qu'il adhère au Parti communiste français, alors en clandestinité.

## Mandats électifs
Démarrant sa carrière politique dans les pas de René Arthaud, il est nommé chef de son cabinet ministériel du gouvernement Georges Bidault du 24 juin au 16 décembre 1946. En 1953, il devient conseiller municipal de la ville d'Avignon, dans l'opposition du maire en poste, Édouard Daladier. Il occupa plusieurs fois le poste de député de Vaucluse.
Maire de Sorgues (84) de 1965 à 1989 sous l’étiquette communiste, il est battu en 1989 par Alain Milon, médecin à Sorgues (étiquette RPR).

## Publication
- Café des palmiers, Éditions sociales, 1993  (ISBN 9782209068456)[2]